# Musikantenland-Museum
Het Musikantenland-Museum is een museum in Thallichtenberg in de Duitse deelstaat Rijnland-Palts. Het werd in 1984 gevestigd in de tiendschuur van de burcht Lichtenberg.
Het museum is gewijd aan de geschiedenis van de over vrijwel de hele wereld rondreizende Paltse muzikanten, die de kost verdienden met hun optredens en de vertolking van vaak eigen composities. Tot aan de Eerste Wereldoorlog hebben ongeveer 2500 boerenzonen op deze wijze een bijzondere traditie in ere gehouden.
Deze geschiedenis wordt vergebeeld door objecten en kijkkasten en er zijn scenes nagebouwd met levensgrote figuren. Daarnaast wordt een collectie muziekinstrumenten getoond. Er staan verspreid luisterpunten, waar naar de muziek uit die tijd kan worden geluisterd. De presentatie wordt ondersteund met documenten, zoals boeken, dagboeken, programma's voor theaterstukken en concerten, passen, brieven, ansichtkaarten en dergelijke.

## Impressie

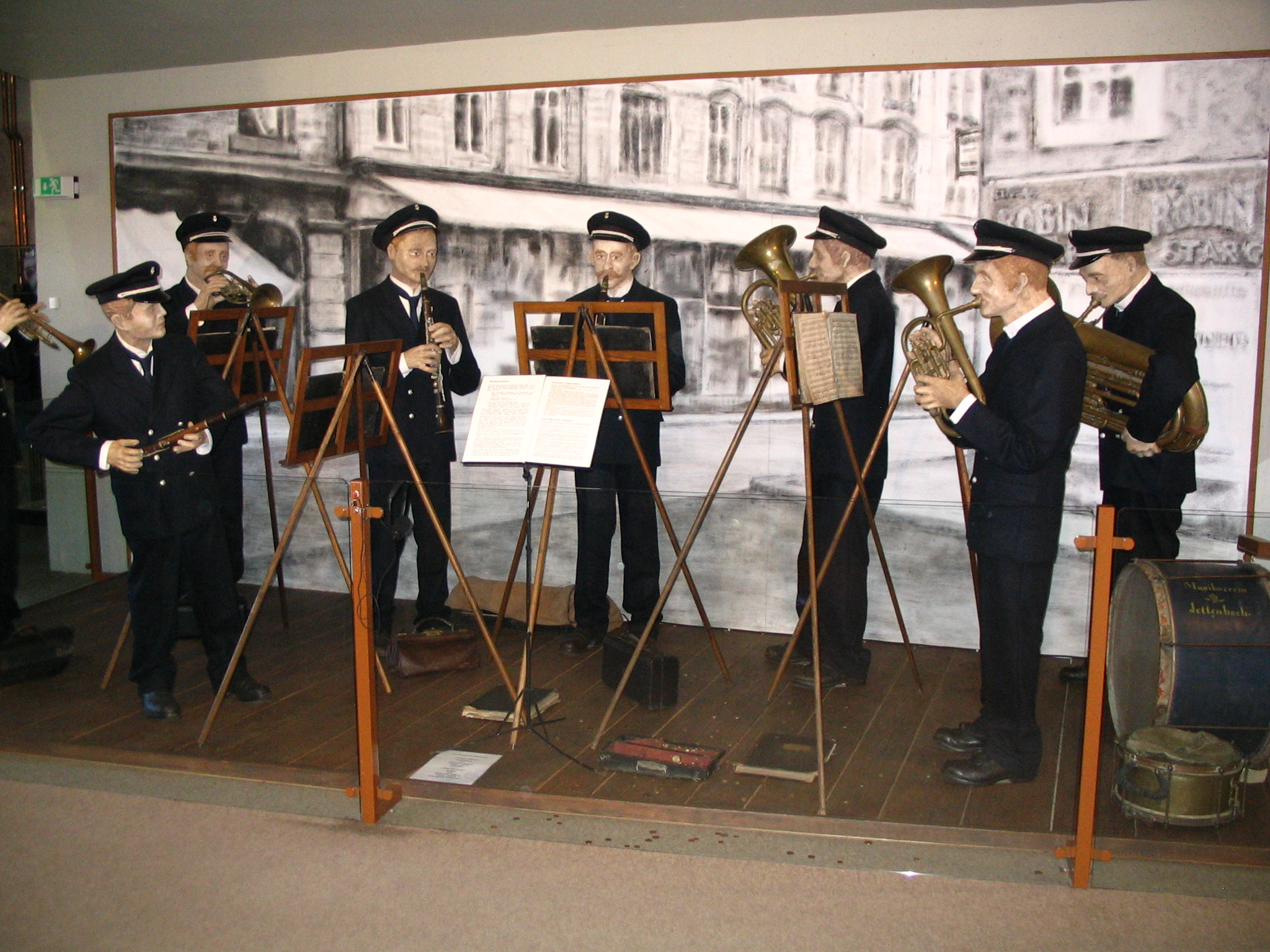
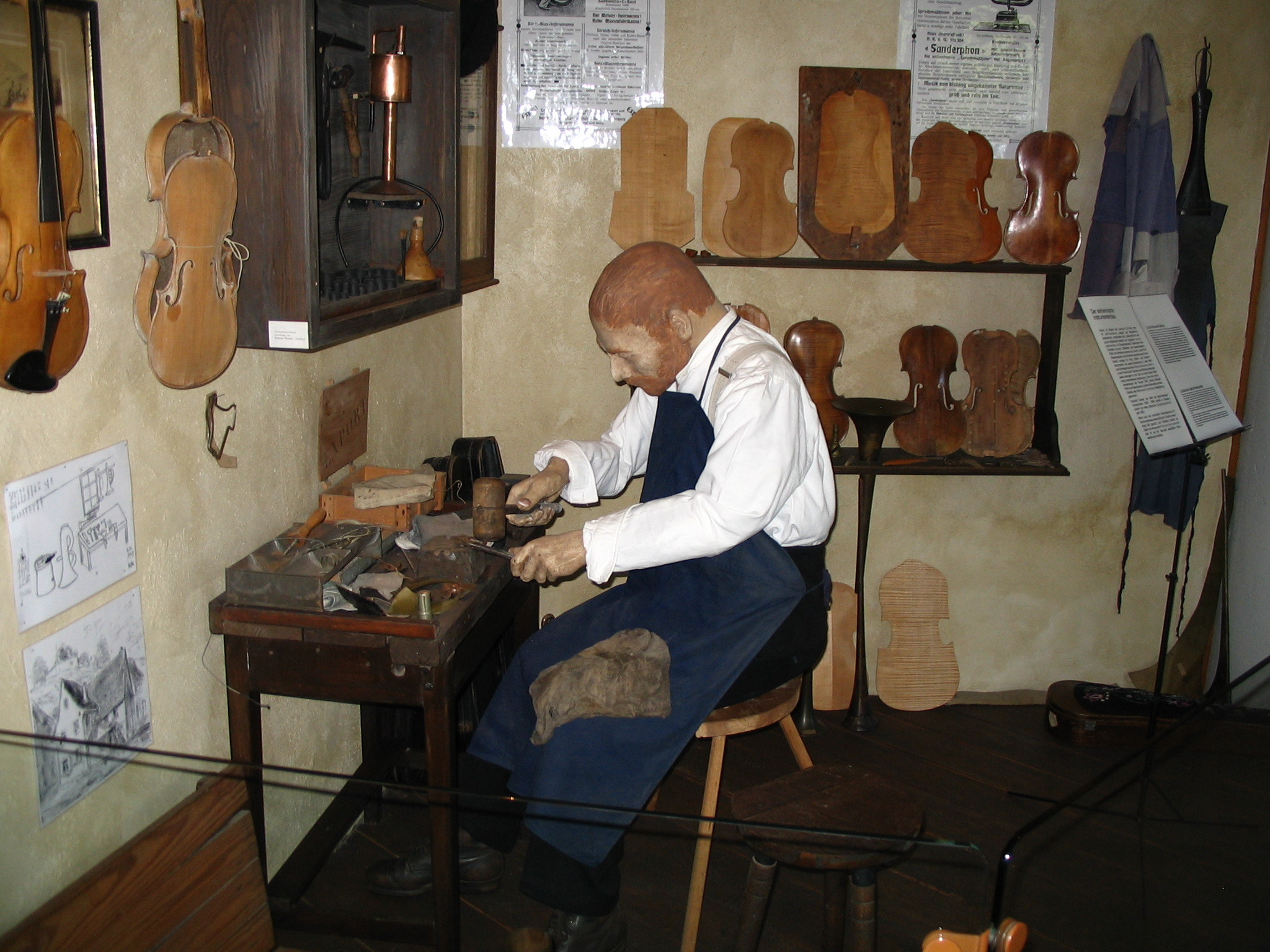
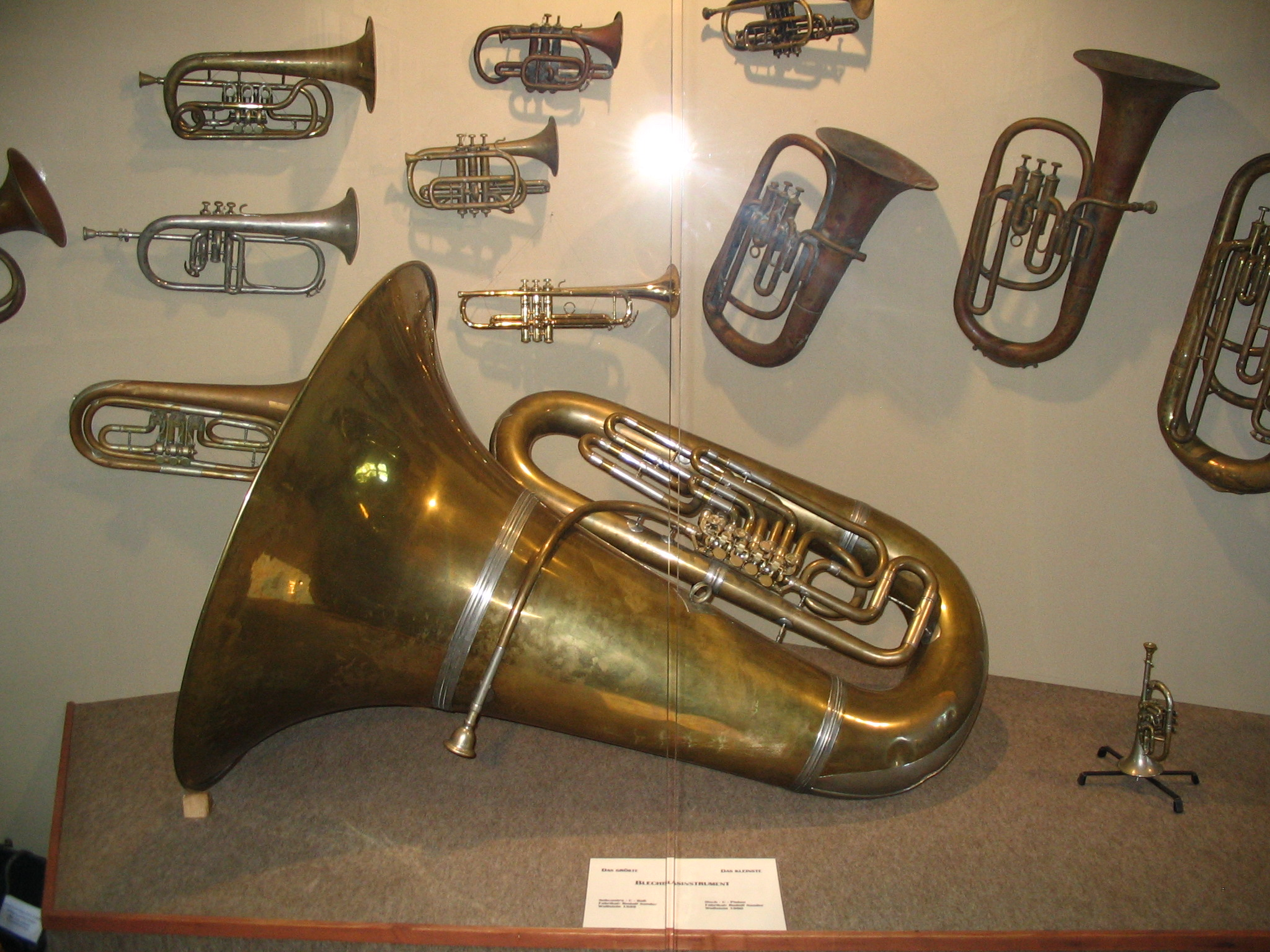